# Passais Villages
Passais Villages ist eine im Jahr 2016 neu gegründete und aus drei Ortsteilen sowie etlichen Weilern (hameaux) und Einzelgehöften (fermes) bestehende Großgemeinde (Commune nouvelle) mit 1.159 Einwohnern (Stand: 1. Januar 2022) im nordfranzösischen Département Orne in der Region Normandie. Zentrum der Großgemeinde ist der Ort Passais. Alle zusammengelegten ehemaligen Gemeinden haben den Status als Commune déléguée.

## Lage
Die Gemeinde gehört zum Regionalen Naturpark Normandie-Maine. Die drei Ortsteile der Gemeinde Passais Villages liegen in einem ehemaligen Waldgebiet, welches bereits vor Jahrhunderten einer Heckenlandschaft (bocage) gewichen ist, ungefähr 75 km (Fahrtstrecke) westlich von Alençon in Höhen um die 120 bis 180 m. Das Gemeindegebiet wird vom Flüsschen Pisse durchquert. Das Klima ist in hohem Maße vom Meer beeinflusst und deshalb nahezu frostfrei; Regen (ca. 755 mm/Jahr) fällt verteilt übers ganze Jahr.

## Bevölkerungsverteilung und -fortschreibung
| Ortsteil          | ehemaliger INSEE-Code | Fläche (km²) | Höhenlage (m) (im Durchschnitt) | Einwohnerzahlen (Census) | Einwohnerzahlen (Census) | Einwohnerzahlen (Census) | Einwohnerzahlen (Census) | Einwohnerzahlen (Census) | Einwohnerzahlen (Census) | Einwohnerzahlen (Census) | Einwohnerzahlen (Census) | Einwohnerzahlen (Census) | Einwohnerzahlen (Census) | Einwohnerzahlen (Census) |
| Ortsteil          | ehemaliger INSEE-Code | Fläche (km²) | Höhenlage (m) (im Durchschnitt) | 1851                     | 1901                     | 1954                     | 1962                     | 1968                     | 1975                     | 1982                     | 1990                     | 1999                     | 2006 1                   | 2016 2                   |
| ----------------- | --------------------- | ------------ | ------------------------------- | ------------------------ | ------------------------ | ------------------------ | ------------------------ | ------------------------ | ------------------------ | ------------------------ | ------------------------ | ------------------------ | ------------------------ | ------------------------ |
| L’Épinay-le-Comte | 61155                 | 9,55         | 157–217 (180)                   | 920                      | 611                      | 494                      | 405                      | 381                      | 306                      | 262                      | 239                      | 188                      | 184                      | 187                      |
| Passais           | 61324                 | 16,68        | 143–207 (160)                   | 1991                     | 1601                     | 1214                     | 1102                     | 1031                     | 1016                     | 1020                     | 915                      | 889                      | 787                      | 769                      |
| Saint-Siméon      | 61455                 | 16,13        | 130–212 (170)                   | 1518                     | 1023                     | 689                      | 604                      | 512                      | 400                      | 340                      | 281                      | 261                      | 268                      | 251                      |
| Passais Villages  | 61324                 | 42,36        |                                 | 4429                     | 3235                     | 2397                     | 2111                     | 1924                     | 1722                     | 1622                     | 1435                     | 1338                     | 1239                     | 1207                     |

Der Hauptgrund für die Entstehung von neuen Großgemeinden in den verschiedenen Regionen Frankreichs ist der kontinuierliche und in vielen Fällen immer noch anhaltende Bevölkerungsrückgang in den Landgemeinden seit der Mitte des 19. oder seit Beginn des 20. Jahrhunderts; dieser ist im Wesentlichen auf die Schließung von bäuerlichen Kleinbetrieben sowie auf die Mechanisierung der Landwirtschaft und den damit einhergehenden Verlust von Arbeitsplätzen zurückzuführen.

## Wirtschaft
Die Dörfer der Gemeinde waren seit jeher landwirtschaftlich orientiert, wobei die Weidewirtschaft eine wichtige Rolle spielte. In früheren Zeiten waren der Viehhandel sowie die Herstellung und der Verkauf von Käse und Holzkohle oft die einzigen Einnahmequellen der Menschen. Seit den 1960er Jahren spielt der Tourismus in Form der Vermietung von Ferienhäusern (gîtes) eine immer wichtiger werdende Rolle.

## Geschichte
Das Gebiet lag seit Jahrhunderten weitgehend abseits aller historischen Konflikte und Ereignisse; lediglich aus der Zeit des Hundertjährigen Krieges (1337–1453) sind Übergriffe bekannt.

## Sehenswürdigkeiten
- Menhir du Perron
- La Table au Diable Dolmen